# 堪伯諾爾德、基爾塞斯和東柯金蒂洛赫 (英國國會選區)

選區在蘇格蘭的位置

堪伯諾爾德、基爾塞斯和東柯金蒂洛赫（英語：Cumbernauld, Kilsyth and Kirkintilloch East） 是英國國會蘇格蘭一郡選區，包括北拉納克郡和東鄧巴頓郡各一部。選區始創於2005年。選區名稱來自屬於該選區的城市坎伯诺尔德、基爾塞斯和柯金蒂洛赫，不連標點和空格已長達三十八個字母，是目前英國名字最長的選區。

## 選舉歷史
在早期，本選區議員一直屬工黨。在英國2010年大選中葛雷格·邁凱勒蒙特以57.2%選票繼承了露斯瑪莉·麥凱拿的議席。
在2015年5月的英國大選中，蘇格蘭民族黨的斯图尔德·麦克唐纳以59.9％的選票推翻了工黨，贏得了國會議席。

## 國會議員
| 國會選舉 | 議員              | 所屬黨派     |
| -------- | ----------------- | ------------ |
| 2005年   | 露斯瑪莉·麥凱拿   | 工黨         |
| 2010年   | 葛雷格·邁凱勒蒙特 | 工黨         |
| 2015年   | 斯图尔德·麦克唐纳 | 蘇格蘭民族黨 |